# Mässesjön
Mässesjön är en sjö i Tranemo kommun i Västergötland och ingår i Ätrans huvudavrinningsområde.